# معامله‌گران انحصاری
معامله گران انحصاری یا پراپ تریدینگ (انگلیسی: Proprietary trading) به معامله‌گرانی اطلاق می‌گردد، که خارج از تالار بورس، برای یک شرکت معتبر تجاری، بانک‌های بازرگانی یا اتاق‌های تجاری و معاملاتی، بعنوان مرکز اصلی مالی، در زمینه مبادله سهام سرمایه، اوراق قرضه، ارز، کالای اقتصادی یا ابزار مشتقه فعالیت می‌نمایند.
معامله انحصاری (همچنین به عنوان معاملات پراپ شناخته می‌شود) زمانی اتفاق می‌افتد که یک معامله گر سهام، اوراق قرضه، ارز، کالا و مشتقات آنها یا سایر ابزارهای مالی را با پول خود شرکت (به جای استفاده از پول سپرده گذاران) معامله می‌کند (پراپ فرم) تا برای خود سود کند. معامله انحصاری می‌تواند تضاد منافع بالقوه ای را ایجاد کند، مانند معاملات خودی و پیش فروش.
معامله گران انحصاری ممکن است از استراتژی‌های مختلفی مانند آربیتراژ شاخص، آربیتراژ آماری، آربیتراژ ادغام، تجزیه و تحلیل بنیادی، آربیتراژ نوسانات، یا تجارت کلان جهانی، مانند یک صندوق تأمینی استفاده کنند. بسیاری از تحلیلگران بر این باورند که بانک‌های بزرگ عمداً نسبت معاملات انحصاری در مقابل غیرانحصاری را مبهم می‌گذارند، زیرا احساس می‌شود که معاملات انحصاری ریسک‌پذیرتر است و منجر به سودهای نوسان بیشتری می‌شود.

#### تقسیم سود در پراپ تریدینگ
هر شرکت پراپ تریدینگ با توجه به پلن‌هایی که ارائه می‌دهد، معمولاً تقسیم سود را به نفع معامله‌گران تنظیم می‌کند. این درصد می‌تواند بین 70 تا 90 درصد از سود حاصل از معاملات متغیر باشد. بدین ترتیب، معامله‌گران انگیزه بیشتری برای کسب سود و بهبود عملکرد خود دارند، زیرا بخش عمده‌ای از سود به آن‌ها تعلق می‌گیرد.

## تاجران و بانکها ی معروف
ایوان بوسکی ، استیون ا از جمله تاجران فعال در این زمینه بودند. سالومون برادرز و درکسل برنهام لمبرت از بانک‌های سرمایه‌گذاری بودند که از لحاظ تاریخی با این معاملات مرتبط بودند.
نیک لیسون برینگ بانک را با موقعیت‌های انحصاری غیرمجاز سقوط داد. کوکو آدوبولی تاجر ۲٫۲ میلیارد دلار از پول بانک را از دست داد و به دلیل اقدامات خود محکوم شد.
آرمین اس، یک تاجر خصوصی آلمانی، از بی‌ان‌پی پاریبا برای ۱۵۲ میلیون یورو شکایت کرد زیرا آنها محصول ساختار یافته ای را به قیمت ۱۰۸ یورو به او فروختند که ارزش آن ۵۴ یورو بود.

### پراپ تریدینگ در ایران
بر اساس قوانین جمهوری اسلامی ایران، اشخاص حقوقی (یعنی شرکت‌ها) مجاز به فعالیت در بازار فارکس نیستند. این محدودیت باعث شده است که بسیاری از شرکت‌های پراپ تریدینگ ایرانی خارج از کشور ثبت شوند و فعالیت کنند.
این شرکت‌ها با وجود اینکه در خارج از ایران مستقر هستند، خدمات مناسبی را به کاربران ایرانی ارائه می‌دهند. این خدمات شامل آموزش‌های معاملاتی، مشاوره، و فراهم کردن بسترهای معاملاتی برای انجام معاملات در بازارهای جهانی است.
با این حال، معامله‌گران ایرانی باید به این نکته توجه داشته باشند که فعالیت در این بازارها با ریسک‌هایی همراه است و باید از اعتبار و مجوزهای قانونی شرکت‌های خارجی که با آن‌ها همکاری می‌کنند، اطمینان حاصل کنند.